# عريان السيد خلف
عريان السيد خلف (عقد 1940 - 5 كانون الأول/ديسمبر 2018) شاعر فصيح وشعبي عراقي، ولد في محافظة ذي قار في قلعة سكر على ضفاف نهر الغراف، بدأ نشر قصائده مطلع الستينيات من القرن العشرين.

## عن حياته
عمل في الصحافة العراقية وفي التلفزيون وفي الإذاعة وحصل على جوائز وشهادات منها. حاصل على وسام اليرموك من جامعة اليرموك من الأردن. حاصل على شهادة دبلوم صحافة، وهو عضو نقابة الصحفيين العراقيين واتحاد الصحفيين العرب ومنظمة الصحافة العالمية عضو في الحزب الشيوعي العراقي، كما أنه عضو في جمعية الشعراء الشعبيين العراقيين.

## بدايته المهنية
استطاع أن يتواصل مع حركة الأدب الشعبي عن طريق طبع الدواوين أو إعادة نسخ ما طُبع نشر عدة قصائد ذات مغزى سياسي رافض منها قصيدة القيامة التي وصف فيها مدينة كربلاء إبان أحداث الانتفاضة الشعبانية عام 1991 في وسط وجنوب العراق وقصيدة شريف الدم التي أهداها للإمام الحسين. كما ونشر قصائد سياسية في السبعينات كشفت عن هويته الفكرية مثل قصيدة نذر وقصيدة الشاهد كتب للعديد من الفنانين العراقيين ومنهم فؤاد سالم وقحطان العطار وسعدون جابر ورياض أحمد وأمل خضير وعبد فلك. شكّل ظاهرة شعرية مع الشاعر كاظم إسماعيل الكاطع من خلال بعض السجالات بين الشاعرين كان آخرها قصيدة ما ترتاح التي يشير البعض أنّها جاءت ردًّا على قصيدة الأخير المعنونة "ما مرتاح"، غير أن عريان السيد خلف نفى هذا، قائلا أن لا رابط بين القصيدتين.
يعتبر عريان السيد خلف اليوم من الرموز الثقافية الوطنية التي يعتبرها الكثير من العراقيين رمزاً للوطنية والمبدئية العالية وهو اليوم يمثل أحد أقطاب الشعر الشعبي في العراق بالإضافة إلى مظفر النواب وكاظم إسماعيل الكاطع وعطا خميس السعيدي.

## الإنتاج الشعري
له عدة دواوين شعرية منها:
- الكمر والديرة.
- كبل ليله.
- أوراق ومواسم.
- شفاعات الوجد (بالاشتراك مع الشاعرين مظفر النواب وكاظم إسماعيل الكاطع).
- صياد الهموم.
- تل الورد.
- القيامة.

## الميزات الفنية التي يمتاز بها الشاعر
كتب الشعر بنوعيه الشعبي والفصحى. يهتم باستخدام المفردات العامية الغريبة على أذن الجمهور العراق سعياً وراء عسر الفهم ما يترك انطباع التخوف من شعره وصولا إلى خلود وهمي لقصائده. وقال عنه الناقد العراقي الكبير الدكتور علي جواد الطاهر: «ذلك الذي طار بالعامية السوقية إلى مقام الفصيحة الجميلة». يوصف بالإضافة إلى عمق الصورة ودقتها، بحضور مفردات الريف العراقي الجنوبي الخالصة في قصائده، الأمر الذي أدّى بشعراء المدن لاتهامه باستقصاد الصعوبة.

## الوفاة
أعلن عن وفاته في يوم 5 كانون الأول 2018 في مدينة الطب في بغداد. إثر نزيف في الدماغ وشيع جثمانه في مقر الحزب الشيوعي في بغداد بحضور عدد كبير من الشعراء أبرزهم ناظم السماوي وأِقيم أيضًا تشييع رمزي له في مدينته الناصرية ودُفن في مقبرة وادي السلام في مدينة النجف الأشرف.